# Pitkäsaari (Kotka, nord)
Pitkäsaari est une île de l'archipel de Kotka dans le golfe de Finlande en Finlande.

## Géographie
Pitkäsaari à une superficie est de 42,6 hectares et sa plus grande longueur est de 1,6 kilomètre dans la direction nord-sud.
Pitkäsaari est situé en face de la péninsule Piiparniemi et sa distance au continent est d'environ 500 m. 
Depuis la rampe de mise à l'eau de Suulisniemi dans le quartier d'Itäranta, la distance n'est que de 2,5 km. 
L'association Kymen Navigaatorit ry a un sauna sur Pitkäsaari et des places de barbecue et des cabines sont louées à ses membres.
Pitkäsaari est voisine de Karhusaari (0,9 km), Vähä-Karhu (0,9 km), Vassaari (0,9 km), Vallaholmi (0,9 km), Vaskokari (0,9 km), Palosaari (1,8 km), Kuutsalo (1,8 km), Vuorisaari (2 km), Kapholmi (2 km) et Satamasaari (2 km).